# Gobernación de Poltava
La gobernación de Poltava (Полтавская губерния) fue una división administrativa del Imperio ruso desde 1802.

## Correspondencia con la actualidad
La gobernación comprendía totalmente o grandes porciones de los Óblast actuales de:
- Óblast de Poltava

También comprende porciones más o menos pequeñas de los actuales:
- Óblast de Cherníhiv
- Óblast de Cherkasy
- Óblast de Dnipropetrovsk
- Óblast de Járkov
- Óblast de Sumy

## Subdivisiones en uyezd
Los uyezd en los que se divide la gobernación de Poltava en las disposiciones de 1802 eran:
- Uyezd de Gadiach (Гадячский)
- Uyezd de Zenkov (Зеньковский)
- Uyezd de Zolotonosh (Золотоношский)
- Uyezd de Kobelyak (Кобелякский)
- Uyezd de Konstantinograd (Константиноградский)
- Uyezd de Kremenchug (Кременчугский)
- Uyezd de Lojvits (Лохвицкий)
- Uyezd de Lubensk (Лубенский)
- Uyezd de Mírgorod (Миргородский)
- Uyezd de Pereyáslav (Переяславский)
- Uyezd de Piryatin (Пирятинский)
- Uyezd de Poltava (Полтавский)
- Uyezd de Priluki (Прилукский)
- Uyezd de Romen (Роменский)
- Uyezd de Jorolsk (Хорольский)

- Datos: Q1271216
- Multimedia: Poltava Governorate / Q1271216